# Catocala nevadensis
Catocala nevadensis är en fjärilsart som beskrevs av William Beutenmüller 1907. Catocala nevadensis ingår i släktet Catocala och familjen nattflyn. Inga underarter finns listade i Catalogue of Life.

## Bildgalleri

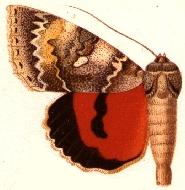
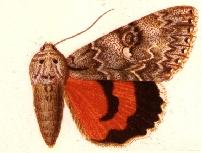
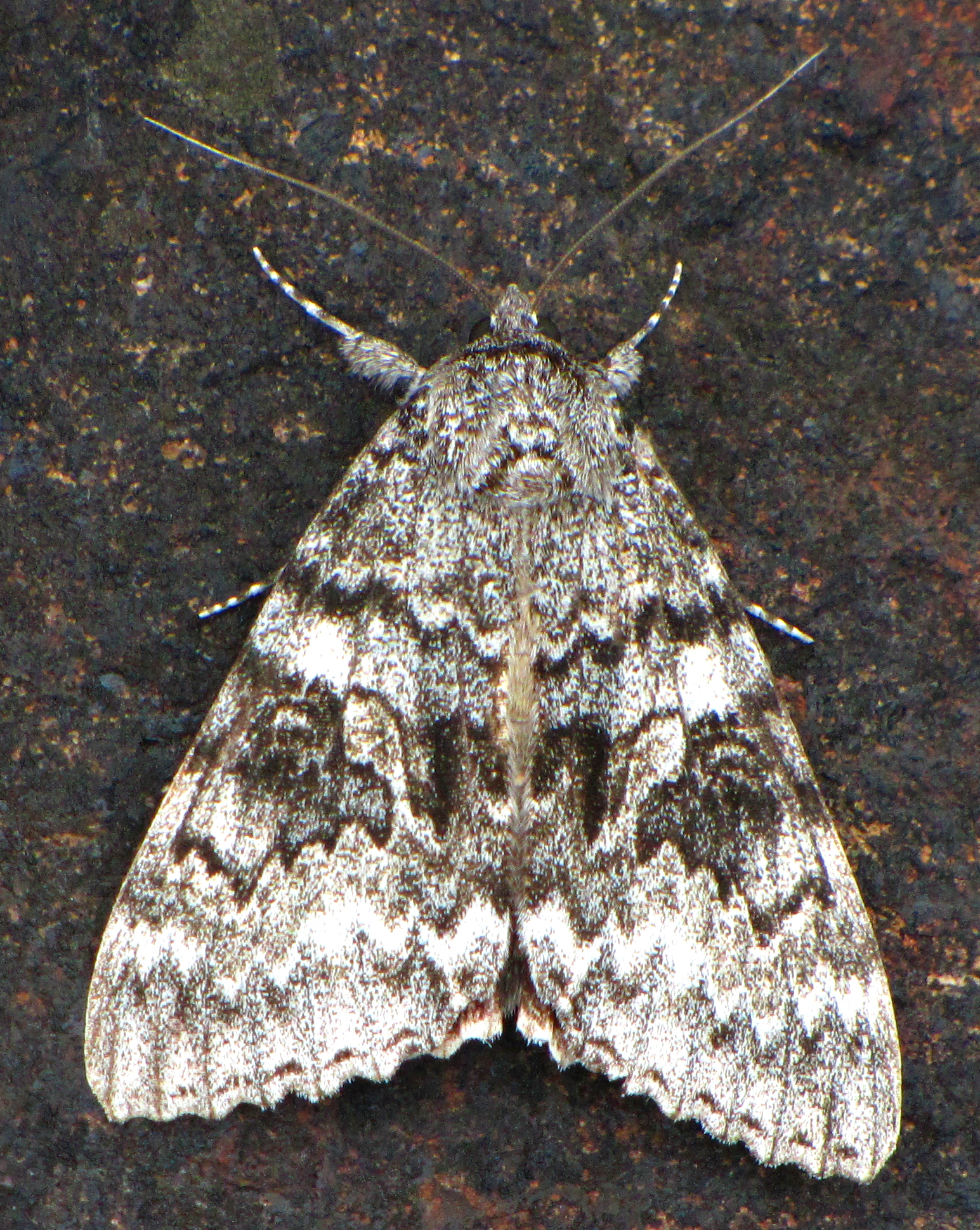